# Gran Premio della Malesia 2001
Il Gran Premio della Malesia 2001 è stato un Gran Premio di Formula 1 disputato il 18 marzo 2001 sul circuito di Sepang, a Kuala Lumpur. La gara fu vinta da Michael Schumacher su Ferrari, seguito dal compagno di squadra Rubens Barrichello e da David Coulthard su McLaren - Mercedes.

## Prove libere

### Risultati
I risultati della prima sessione di prove libere di venerdì furono i seguenti:
| Pos | No | Pilota             | Costruttore    | Tempo    |
| --- | -- | ------------------ | -------------- | -------- |
| 1   | 2  | Rubens Barrichello | Ferrari        | 1'39"502 |
| 2   | 1  | Michael Schumacher | Ferrari        | 1'40"123 |
| 3   | 12 | Jarno Trulli       | Jordan - Honda | 1'40"135 |

I risultati della seconda sessione di prove libere di venerdì furono i seguenti:
| Pos | No | Pilota             | Costruttore    | Tempo    |
| --- | -- | ------------------ | -------------- | -------- |
| 1   | 12 | Jarno Trulli       | Jordan - Honda | 1'38"846 |
| 2   | 1  | Michael Schumacher | Ferrari        | 1'38"929 |
| 3   | 2  | Rubens Barrichello | Ferrari        | 1'38"931 |

I risultati della sessione di prove libere di sabato mattina furono i seguenti:
| Pos | No | Pilota             | Costruttore        | Tempo    |
| --- | -- | ------------------ | ------------------ | -------- |
| 1   | 2  | Rubens Barrichello | Ferrari            | 1'36"188 |
| 2   | 5  | Ralf Schumacher    | Williams - BMW     | 1'36"475 |
| 3   | 3  | Mika Häkkinen      | McLaren - Mercedes | 1'36"519 |

## Qualifiche
Come a Melbourne due settimane prima la Ferrari monopolizzò la prima fila dello schieramento, con Michael Schumacher davanti a Barrichello. Ralf Schumacher, alla guida della Williams - BMW, fu l'unico in grado di contrastare la supremazia dei piloti della Ferrari, facendo segnare per due volte la migliore prestazione provvisoria e ottenendo il terzo tempo finale, staccato di quasi tre decimi dal fratello.
La McLaren invece si mostrò piuttosto in difficoltà: Häkkinen risalì al quarto posto nelle fasi finali della sessione, ma il suo tempo risultò oltre otto decimi più lento di quello di Schumacher, mentre Coulthard si piazzò solo ottavo, alle spalle anche di Trulli, Montoya e Villeneuve. Come in Australia la Benetton ottenne risultati deludenti: Fisichella e Button non riuscirono a fare meglio del sedicesimo e del diciassettesimo posto. Bernoldi, che aveva marcato il diciannovesimo tempo, fu retrocesso in fondo alla griglia per via di un'irregolarità tecnica dell'alettone anteriore della sua Arrows, troppo vicino a terra.

### Risultati
| Pos | No | Pilota                | Costruttore        | Pneumatici | Tempo       | Distacco |
| --- | -- | --------------------- | ------------------ | ---------- | ----------- | -------- |
| 1   | 1  | Michael Schumacher    | Ferrari            | B          | 1'35"220    |          |
| 2   | 2  | Rubens Barrichello    | Ferrari            | B          | 1'35"319    | +0"099   |
| 3   | 5  | Ralf Schumacher       | Williams - BMW     | M          | 1'35"511    | +0"291   |
| 4   | 3  | Mika Häkkinen         | McLaren - Mercedes | B          | 1'36"040    | +0"820   |
| 5   | 12 | Jarno Trulli          | Jordan - Honda     | B          | 1'36"180    | +0"960   |
| 6   | 6  | Juan Pablo Montoya    | Williams - BMW     | M          | 1'36"218    | +0"998   |
| 7   | 10 | Jacques Villeneuve    | BAR - Honda        | B          | 1'36"397    | +1"177   |
| 8   | 4  | David Coulthard       | McLaren - Mercedes | B          | 1'36"417    | +1"197   |
| 9   | 11 | Heinz-Harald Frentzen | Jordan - Honda     | B          | 1'36"578    | +1"358   |
| 10  | 9  | Olivier Panis         | BAR - Honda        | B          | 1'36"661    | +1"441   |
| 11  | 16 | Nick Heidfeld         | Sauber - Petronas  | B          | 1'36"913    | +1"693   |
| 12  | 18 | Eddie Irvine          | Jaguar - Cosworth  | M          | 1'37"140    | +1"920   |
| 13  | 22 | Jean Alesi            | Prost - Acer       | M          | 1'37"406    | +2"186   |
| 14  | 17 | Kimi Räikkönen        | Sauber - Petronas  | B          | 1'37"728    | +2"508   |
| 15  | 19 | Luciano Burti         | Jaguar - Cosworth  | M          | 1'38"035    | +2"815   |
| 16  | 7  | Giancarlo Fisichella  | Benetton - Renault | M          | 1'38"086    | +2"866   |
| 17  | 8  | Jenson Button         | Benetton - Renault | M          | 1'38"258    | +3"038   |
| 18  | 14 | Jos Verstappen        | Arrows - Asiatech  | B          | 1'38"509    | +3"289   |
| 19  | 23 | Gastón Mazzacane      | Prost - Acer       | M          | 1'39"006    | +3"786   |
| 20  | 20 | Tarso Marques         | Minardi - European | M          | 1'39"714    | +4"494   |
| 21  | 21 | Fernando Alonso       | Minardi - European | M          | 1'40"249    | +5"029   |
| 22  | 15 | Enrique Bernoldi      | Arrows - Asiatech  | B          | senza tempo |          |

## Warm up
Il warm up fu disputato con la pista ancora bagnata dopo un violento scroscio di pioggia nelle prime ore della giornata.

### Risultati
I migliori tempi del warm up furono i seguenti:
| Pos | No | Pilota             | Costruttore        | Tempo    |
| --- | -- | ------------------ | ------------------ | -------- |
| 1   | 2  | Rubens Barrichello | Ferrari            | 1'49"763 |
| 2   | 4  | David Coulthard    | McLaren - Mercedes | 1'50"846 |
| 3   | 12 | Jarno Trulli       | Jordan - Honda     | 1'51"046 |

## Gara
Al termine del giro di ricognizione Fisichella sbagliò clamorosamente la sua posizione di partenza, posizionandosi nella piazzola che sarebbe stata del suo compagno di squadra Button. Nel tentativo di spostarsi nella posizione corretta il pilota italiano fece spegnere il motore della propria monoposto, provocando l'esposizione della bandiera rossa. La gara fu quindi sospesa e la procedura di partenza ripetuta, con il pilota della Benetton retrocesso all'ultima posizione in griglia. Prima del giro di ricognizione ebbe problemi anche Montoya, costretto frettolosamente a salire sul muletto e a partire dalla pit lane.
Al via Michael Schumacher mantenne la testa del gruppo, mentre il fratello Ralf contese a Barrichello la seconda posizione. I due vennero a contatto e il pilota tedesco ebbe la peggio, finendo in testacoda e scivolando al diciottesimo posto. L'incidente creò scompiglio nel gruppo: Trulli si infilò dietro ai due piloti della Ferrari, seguito da Coulthard, Frentzen, Verstappen (che partiva dalla diciottesima posizione), Villeneuve e Häkkinen. Räikkönen si ritirò immediatamente per un guasto alla trasmissione, mentre nel corso del secondo giro Panis subì la rottura del motore Honda della sua BAR. Durante la tornata successiva Schumacher e Barrichello scivolarono sull'olio lasciato in pista dalla vettura del francese, compiendo entrambi un fuoripista: Trulli passò quindi al comando, seguito da Coulthard, Barrichello, Verstappen e Frentzen, mentre Schumacher si ritrovò in ottava posizione.
Al terzo giro iniziò uno scroscio di pioggia molto violento, che causò parecchi testacoda nel corso della quarta tornata: la direzione gara fece quindi entrare la safety car. Quasi tutti i piloti montarono gomme da bagnato, ad eccezione di Verstappen e dei due ferraristi che optarono per le coperture intermedie. Nella confusione che si creò nella corsia dei box, Schumacher dovette sostare per più di un minuto dietro al compagno di squadra, a sua volta fermo a lungo perché i meccanici non riuscivano a trovare lo pneumatico anteriore destro: la lunga sosta costò diverse posizioni ai piloti di Maranello, che rientrarono in pista in decima e undicesima posizione, ma entrambi riuscirono a evitare il doppiaggio della vettura di sicurezza, ricongiungendosi quindi al gruppo.
Al decimo giro la safety car rientrò ai box, lasciando Coulthard al comando davanti a Frentzen, Verstappen, Häkkinen e Trulli. Schumacher e Barrichello, favoriti dalla giusta scelta di gomme (la pioggia aveva infatti coinvolto solo una parte del circuito), cominciarono in breve una spettacolare rimonta, portandosi in testa alla corsa già al sedicesimo passaggio e guadagnando rapidamente un gran vantaggio sugli inseguitori. Coulthard mantenne la terza posizione, mentre Frentzen (grazie anche alla strategia dei box) ebbe la meglio su Ralf Schumacher e Häkkinen, che tagliarono il traguardo nell'ordine, per il quarto posto. Verstappen, che nella prima fase di gara si era reso protagonista raggiungendo la seconda piazza, e che aveva difeso a lungo le posizioni valide per i punti, chiuse infine settimo, non riuscendo a marcare i primi punti stagionali per la Arrows.

### Risultati
| Pos      | No | Pilota                | Costruttore        | Pneumatici | Giri | Tempo/Ritiro e posizione al ritiro | Partenza | Punti |
| -------- | -- | --------------------- | ------------------ | ---------- | ---- | ---------------------------------- | -------- | ----- |
| 1        | 1  | Michael Schumacher    | Ferrari            | B          | 55   | 1h47'34"801                        | 1        | 10    |
| 2        | 2  | Rubens Barrichello    | Ferrari            | B          | 55   | +23"660                            | 2        | 6     |
| 3        | 4  | David Coulthard       | McLaren - Mercedes | B          | 55   | +28"555                            | 8        | 4     |
| 4        | 11 | Heinz-Harald Frentzen | Jordan - Honda     | B          | 55   | +46"543                            | 9        | 3     |
| 5        | 5  | Ralf Schumacher       | Williams - BMW     | M          | 55   | +48"233                            | 3        | 2     |
| 6        | 3  | Mika Häkkinen         | McLaren - Mercedes | B          | 55   | +48"606                            | 4        | 1     |
| 7        | 14 | Jos Verstappen        | Arrows - Asiatech  | B          | 55   | +1'21"560                          | 18       |       |
| 8        | 12 | Jarno Trulli          | Jordan - Honda     | B          | 54   | + 1 giro                           | 5        |       |
| 9        | 22 | Jean Alesi            | Prost - Acer       | M          | 54   | + 1 giro                           | 13       |       |
| 10       | 19 | Luciano Burti         | Jaguar - Cosworth  | M          | 54   | + 1 giro                           | 15       |       |
| 11       | 8  | Jenson Button         | Benetton - Renault | M          | 53   | + 2 giri                           | 17       |       |
| 12       | 23 | Gastón Mazzacane      | Prost - Acer       | M          | 53   | + 2 giri                           | 19       |       |
| 13       | 21 | Fernando Alonso       | Minardi - European | M          | 52   | + 3 giri                           | 21       |       |
| 14       | 20 | Tarso Marques         | Minardi - European | M          | 51   | + 4 giri                           | 20       |       |
| Ritirato | 7  | Giancarlo Fisichella  | Benetton - Renault | M          | 31   | Pressione benzina (9°)             | 16       |       |
| Ritirato | 10 | Jacques Villeneuve    | BAR - Honda        | B          | 3    | Testacoda (6°)                     | 7        |       |
| Ritirato | 16 | Nick Heidfeld         | Sauber - Petronas  | B          | 3    | Testacoda (9°)                     | 11       |       |
| Ritirato | 15 | Enrique Bernoldi      | Arrows - Asiatech  | B          | 3    | Testacoda (11°)                    | 22       |       |
| Ritirato | 6  | Juan Pablo Montoya    | Williams - BMW     | M          | 3    | Testacoda (17°)                    | 6        |       |
| Ritirato | 18 | Eddie Irvine          | Jaguar - Cosworth  | M          | 3    | Testacoda (19°)                    | 12       |       |
| Ritirato | 9  | Olivier Panis         | BAR - Honda        | B          | 1    | Motore (10°)                       | 10       |       |
| Ritirato | 17 | Kimi Räikkönen        | Sauber - Petronas  | B          | 0    | Trasmissione                       | 14       |       |

## Classifiche

### Piloti
| Pos. | Pilota                | Punti |
| ---- | --------------------- | ----- |
| 1    | Michael Schumacher    | 20    |
| 2    | Rubens Barrichello    | 10    |
| 2    | David Coulthard       | 10    |
| 4    | Heinz-Harald Frentzen | 5     |
| 5    | Nick Heidfeld         | 3     |
| 6    | Ralf Schumacher       | 2     |
| 7    | Mika Häkkinen         | 1     |
| 7    | Kimi Räikkönen        | 1     |

### Costruttori
| Pos. | Team               | Punti |
| ---- | ------------------ | ----- |
| 1    | Ferrari            | 30    |
| 2    | McLaren - Mercedes | 11    |
| 3    | Jordan - Honda     | 5     |
| 4    | Sauber - Petronas  | 4     |
| 5    | Williams - BMW     | 2     |